# Choque econômico
Em economia, um choque é um evento inesperado ou imprevisível que afeta uma economia, positiva ou negativamente. Tecnicamente, é uma mudança imprevisível em fatores exógenos — isto é, fatores não explicados por um modelo econômico — que podem influenciar variáveis econômicas endógenas.
A resposta de variáveis econômicas, como o PIB e o emprego, no momento do choque e em momentos subsequentes, é medida por uma função de resposta ao impulso.

## Impacto político
Choques econômicos impactam a preferência política. A experiência de choques negativos, como perda de emprego, faz com que os indivíduos favoreçam políticas redistributivas e políticas sociais mais amplas. Algumas evidências mostram que choques econômicos negativos fazem com que os indivíduos percam a fé nos sistemas políticos, embora essa erosão da confiança seja frequentemente temporária, recuperando-se ao longo do tempo. Uma parcela estreita de eleitores pode mudar seus padrões de votação em resposta ao choque, o que pode incluir apoio a candidatos e políticas que são antiestablishment, populistas, esquerdistas ou deixar de participar do processo eleitoral. Choques econômicos positivos estão ligados a um aumento na confiança nas instituições governamentais.